# 64 (число)
64 (шістдеся́т чоти́ри) — натуральне число між 63 і 65.

## Математика
- Квадрат числа 8
- Куб числа 4
- 264 = 18446744073709551616
- шоста степень числа 2

## У науці
- Атомний номер Гадолінію
- У Новому загальному каталозі позначається об’єкт NGC 64 — галактика типу SBbc у сузір'ї Кит.
- У Каталозі Мессьє позначається об'єкт Мессьє M64 — галактика типу Sab у сузір'ї Волосся Вероніки.

## В інших сферах
- 64 рік; 64 рік до н. е., 1764 рік, 1864 рік, 1964 рік
- ASCII-код символу «@»
- Європейський маршрут E64
- 64 колони в ДНК людини
- 64 гексаграми в китайській книзі Змін І-Цзин
- В Україні автошлях Р 64
- U.S. Route 64 - шлях у США між Аризоною та Північною Кароліною.
- Міжнародний телефонний код Нової Зеландії
- Nintendo 64 - 64-розрядна ігрова приставка
- Поза для сексу у Камасутрі
- 64 клітинки на шаховій дошці.